# Pietro Raimondi

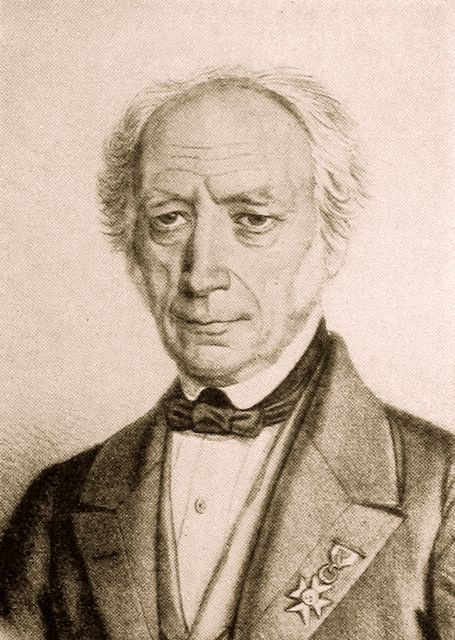
Pietro Raimondi.

Pietro Raimondi, född den 20 december 1786 i Rom, död där den 30 oktober 1853, var en italiensk tonsättare.
Raimondi utbildades i Neapel och framförde från 1807 sina operor i olika italienska städer. Han var 1824-33 direktör för kungliga teatern i Neapel och professor i kontrapunkt vid konservatoriet där samt 1832-50 vid konservatoriet i Palermo. Han blev 1852 kapellmästare vid Peterskyrkan i Rom. 
Raimondi skrev 62 operor och 21 baletter, förutom oratorier och en mängd kyrkliga verk, däribland en fullständig serie fyra-åttastämmiga psalmer i Palestrinastil (15 band). I sina körverk lade han an på att kombinera en mångfald stämmor; han skrev till och med en 64-stämmig fuga för 16 fyrstämmiga körer och nedlade dylika rön i kompositionen av tre bibliska dramer Potifar, Giuseppe och Giacobbe (1852).